# فرنك برنهارد
فرنك برنهارد (بالفرنسية: Franck Bernhard)‏ (7 مارس 1976 في فرنسا - ) هو لاعب كرة قدم فرنسي في مركز الدفاع. لعب مع سيركل بروج ونادي ستراسبورغ ونادي ماذرويل ونادي ميلوز وVendée Fontenay Foot ‏ وFCSR Obernai ‏.

## وصلات خارجية
- فرنك برنهارد على موقع قاعدة بيانات كرة القدم.إي يو (الإنجليزية)
- فرنك برنهارد على موقع عالم كرة القدم.نت (الإنجليزية)